# Hándicap

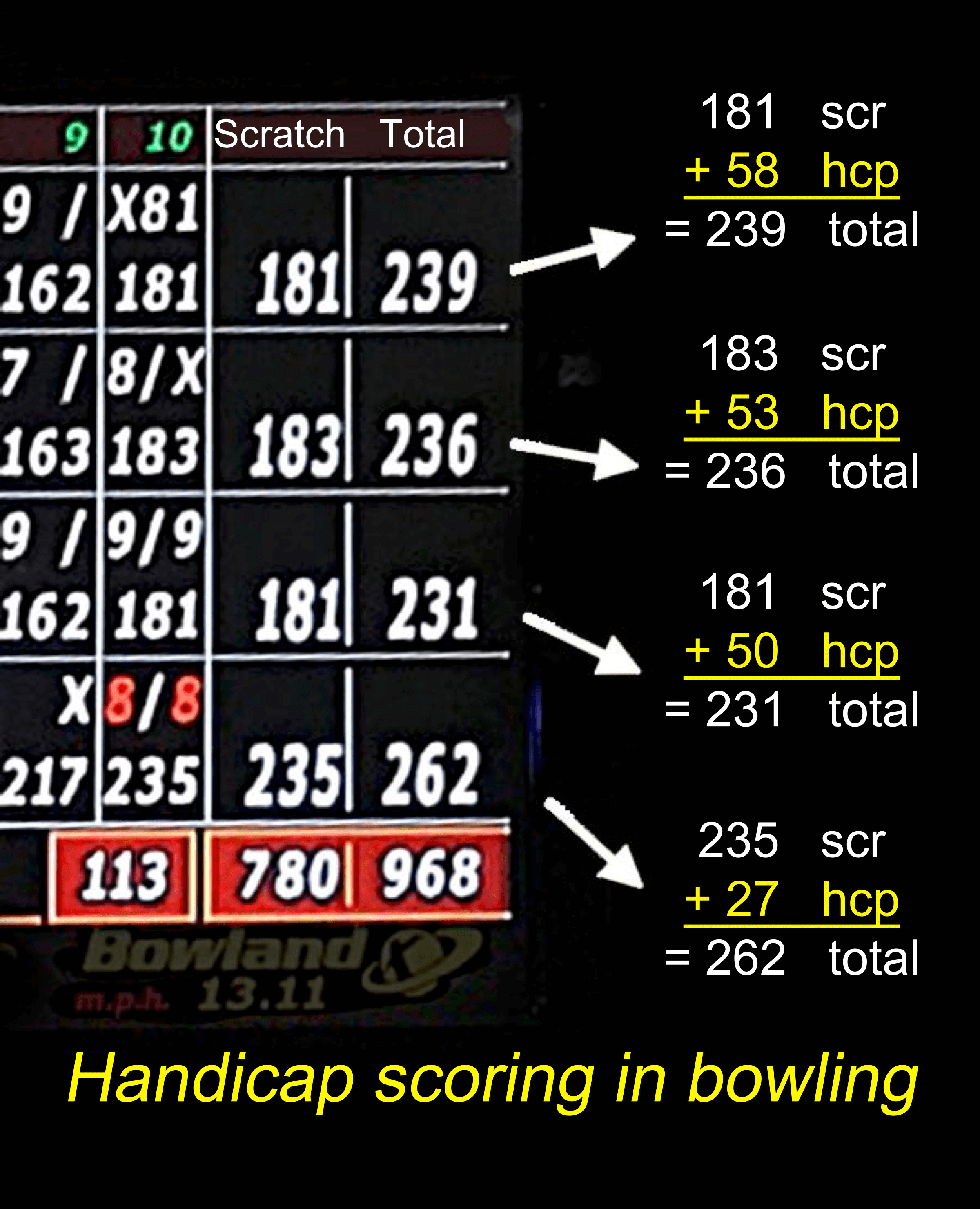
Ejemplo de hándicap en bowling.

En el ámbito deportivo, hándicap es el sistema para asignar ventajas a través de compensaciones entre diferentes competidores de manera que se igualen sus posibilidades de victoria en competiciones deportivas.

## Cálculo del hándicap
Es la relación entre el modelo real y el modelo ideal. Si el modelo ideal es mejor que el real, se establece un cálculo diferencial para fomentar las condiciones ideales. En caso de ser peor, se suele desestimar si los valores de tolerancia son inadmisibles.

## Deportes de motor
Para equiparar las prestaciones de los competidores, varias competiciones de motor poseen sistemas de penalizaciones. Uno muy común es el de lastres: los mejores en cada carrera de un campeonato deben cargar con un lastre en las demás carreras. Al finalizar en posiciones retrasadas, pueden descargar lastre. Lo mismo se puede realizar con las bridas de las tomas de aire de los motores. Existen otros mecanismos que no afectan las prestaciones de los vehículos. En el TC 2000, los primeros en el campeonato son penalizados con posiciones en la grilla de salida de las carreras preliminares. En el Open Internacional de GT, los mejores son penalizados con detenciones en boxes más largas.
Asimismo, varios campeonatos clasifican a los competidores e impiden ciertas combinaciones para que los menos experimentados puedan disputar algún tipo de título. Por ejemplo, el Automobile Club de l'Ouest, que organiza las 24 Horas de Le Mans y la Le Mans Series, clasifica a los pilotos como platino, oro, plata y bronce. Así, en ciertas clases no pueden competir pilotos platino.
A su vez, el término hándicap es utilizado para hacer mención a determinadas ventajas deportivas otorgadas para aquellos pilotos que se destaquen del resto. Este ejemplo de hándicap se emplea en la categoría argentina de automóviles turismo de carretera desde el año 2008, temporada en la que se implementó un sistema de definición del campeonato por play-off, clasificando a aquellos pilotos que culminen la undécima fecha del campeonato en los 12 primeros lugares del mismo. Aquel piloto que de esos 12 finalice la etapa clasificatoria en el primer lugar, arranca el play-off con 7 puntos de ventaja, contra los 11 restantes que arrancan con puntuación cero.

## Golf

### Hándicap del campo
En lo que se refiere al golf, el hándicap es el diferencial entre la puntuación actual y la establecida por los organismos del golf que organizan la competición para el hoyo en el que está el jugador. Para fijar el hándicap se toman en cuenta datos meteorológicos, del terreno, de las condiciones del césped y la categoría en la que van a competir los jugadores.
Cada campo tiene una puntuación denominada par; en base a este par se determina el hándicap. Si ambas son iguales, se denomina que el hándicap está bajo par. Si no es así, se redefine para esa competición el par al hándicap establecido. Si el hándicap impone carga, el jugador deberá reducir la cantidad de golpes por cada hoyo si quiere acabar los 18 según las normas establecidas por los organismos del golf.
Las normas que rigen el cambio de hándicap a nivel europeo se coordinan a través de las federaciones de cada país.

### Hándicap del jugador
Si par = hándicap, entonces se establece que hándicap acumulado = puntuación del jugador - puntuación ideal. Así pues, si un jugador realiza un resultado (una tarjeta) de 85 golpes, restándole el par del campo, por ejemplo, un campo de par 72, se obtendría como resultado el hándicap de este jugador, que en este caso sería de 13.
El hándicap en el caso específico del golf puede llegar hasta 54.

### Hándicap del hoyo
El hándicap del hoyo es el índice de dificultad de cada uno de los hoyos de un campo de golf. Dicho índice es fijado por el comité de competición de cada club de acuerdo con las directrices de la EGA (European Golf Association). El hándicap de un hoyo varía de 1 a 18 y cada hoyo recibe un valor, sin repetir ninguno, con lo que se obtiene un orden de dificultad. Cuanto más bajo es el número, mayor es la dificultad del hoyo.

## Polo
En el polo cada jugador posee un hándicap de acuerdo a su juego y se basa en una estimación natural del número de goles que un jugador vale para su equipo. El hándicap máximo para un jugador de polo es de 10 goles y, como cada equipo tiene 4 jugadores, el máximo hándicap para un equipo es de 40 goles. La cantidad de goles de hándicap de un jugador es determinada por la Asociación de polo del país en el cual el jugador se encuentre registrado. El Campeonato Mundial de Polo lo disputan equipos con un hándicap de hasta 14 goles.

## Turf
En lo que se refiere a las carreras de caballos, es el sobrepeso que lleva el ejemplar para igualar la competencia entre el resto de sus compañeros, por ser más ligero que lo dispuesto en las normas; o en caso de que el jockey tenga un peso superior a lo establecido como óptimo, la diferencia se establece con este concepto.

## Vuelo a vela
En el vuelo a vela o vuelo sin motor se utiliza el hándicap para igualar planeadores de distinto rendimiento, por lo tanto un planeador moderno de alto rendimiento puede competir a la par de un planeador antiguo o de menor rendimiento.
El hándicap es muy utilizado en las competiciones de interclubes y campeonatos regionales, ya que, por lo general, hay planeadores de rendimiento muy diferente; sin embargo, en las competencias mundiales o de alto nivel el hándicap, por lo general, no se utiliza, pues los planeadores son todos de máximo nivel.

## Hándicap en apuestas
En apuestas, un hándicap impone una dificultad añadida a alguno de los contendientes en forma de goles en contra en fútbol, puntuación en contra en baloncesto, o sets en tenis. Al resultado final del encuentro se suma o resta el hándicap jugado con la intención de modificar el marcador final de forma virtual con la ventaja acordada. De esta forma, se igualan las probabilidades de acertar o fallar el resultado final entre equipos o jugadores desiguales

## Hándicap asiático
El hándicap asiático tiene unas reglas específicas, en particular se tiende a evitar el desequilibrio de habilidad entre dos equipos a través de la asignación de una ventaja para uno de ellos. Esa ventaja puede consistir en un gol de ventaja si se refiere a una competición de fútbol, juego o set si se refiere a unos acontecimientos de tenis, etc., de manera que el acontecimiento llegue a ser equidad. El hándicap asiático elimina la opción del empate usada en normales múltiples (1x2).
Para entenderlo de una forma más sencilla, el hándicap asiático dividido fragmentaría tu apuesta en dos hándicaps; por ejemplo, en un partido de Machester United contra el Sevilla, apuestas al Manchester +1 y +1.5 contra el Sevilla. El partido acaba 2-1 y gana el Machester al Sevilla. En este caso, la mitad de tu apuesta (+1) se devolverá como si el partido hubiera terminado 2-2. La otra mitad (+1.5) será considerada ganadora ya que el partido terminó 2-2.5 para Machester.